# Virgil Miu
Virgil Miu (n. 4 noiembrie 1928, la Galicea Mare, județul Dolj) este un artist plastic român. Creația lui Virgil Miu îl situează pe pictor nu numai printre reprezentanții de prestigiu ai unei generații, dar și printre cei mai echilibrați și consecvenți artiști români.

## Biografie
Virgil Miu a absolvit Institutul de Arte Plastice Nicolae Grigorescu din București, promoția 1956.
În 1965 a primit bursa de studii în Italia la „Academia de Arte Pietro Vanucci” din Perugia.
A participat la numeroase expoziții colective în țară și peste hotare.
În palmaresul de expoziții personale al artistului se enumeră următoarele: Roma (1965), 1970 și 1973. 

## Creația artistului
Creația lui Virgil Miu - cu credința sa într-o artă menită să dea bucurie oamenilor, cum scria Adrian Petringeanu - îl situează pe pictor nu numai printre reprezentanții de prestigiu ai unei generații, dar și printre cei mai echilibrați și consecvenți artiști români.
Tablourile sale se refuză abuzului de materiale, ideilor de substituție, ca și practicării acelor modalitați și curente străine culturii noastre, care se folosesc de culori pentru a organiza forme lipsite de sens, într-o producție a limbajului în sine. Fiindcă pictura lui Virgil Miu respinge atât simpla reflectare a naturii în tablou, ca și jocurile gratuite ale imaginației fără vreo coerență internă. Pe o asemenea cale, Miu ne introduce în spațiul poetic al imaginii, unde motivul aparține observației, dar reconstrucția lui devine generatoare pentru o semnificație nedetașabilă de lumea ideilor picturală.

## Elevi ai lui Virgil Miu
- Alexandrina Hagianu

Unul dintre elevii artistului, Alexandra Hagianu, povestește despre maestrul său : „În România, după o școală normală ca toți ceilalți, am avut parte de o întâlnire specială cu unul din maeștrii mei, Virgil Miu, care a fost elevul preferat a lui Ciucurencu, și de la care am învățat primele deprinderi ale acestei uriașe meserii, pictura. Este foarte important să o înveți ca pe ceva de sine înțeles, ca pe ceva unic și bine definit, cu toate câștigurile ei de secole.” 

## Premii și distincții
- „Medalia de Argint” la concursul de pictură al tinerilor pictori din Europa, care a avut loc la Pescara în 1965;
- Ordinul „Meritul Cultural” clasa I.

## Galerie de opere

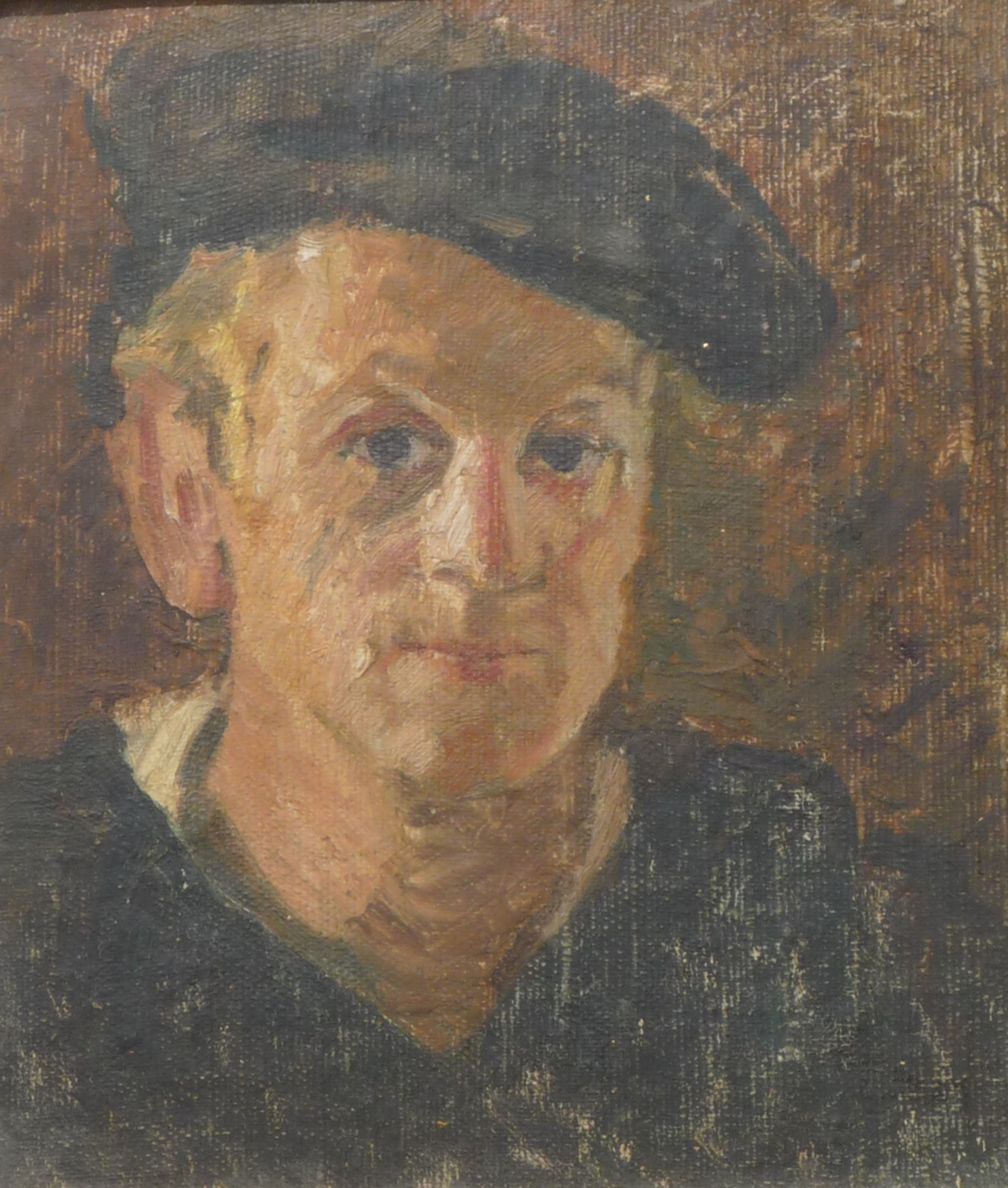
Autoportret, Virgil Miu
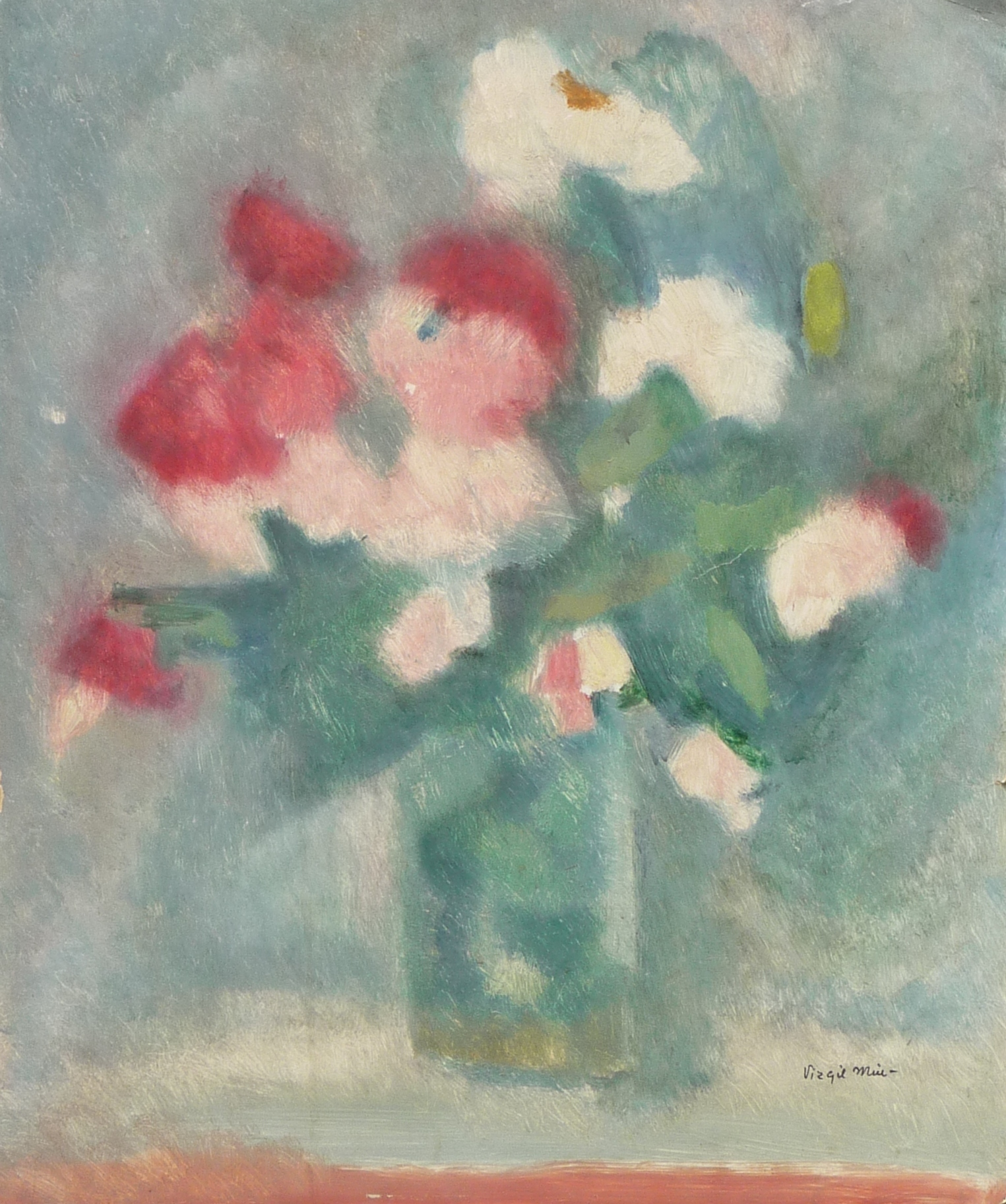
Vază cu flori albe și roșii
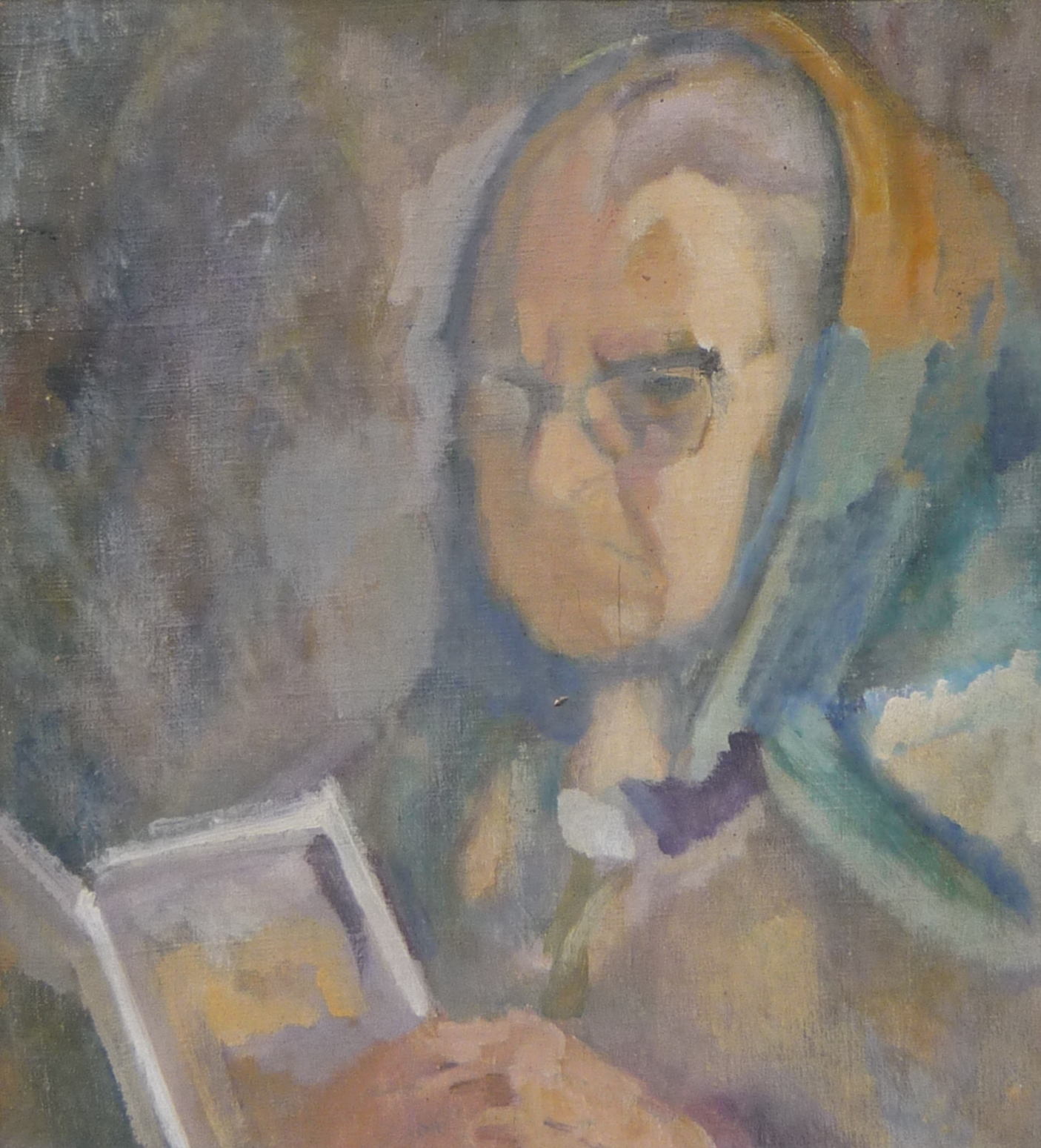
Portret al mamei artistului